# Canal Caveira

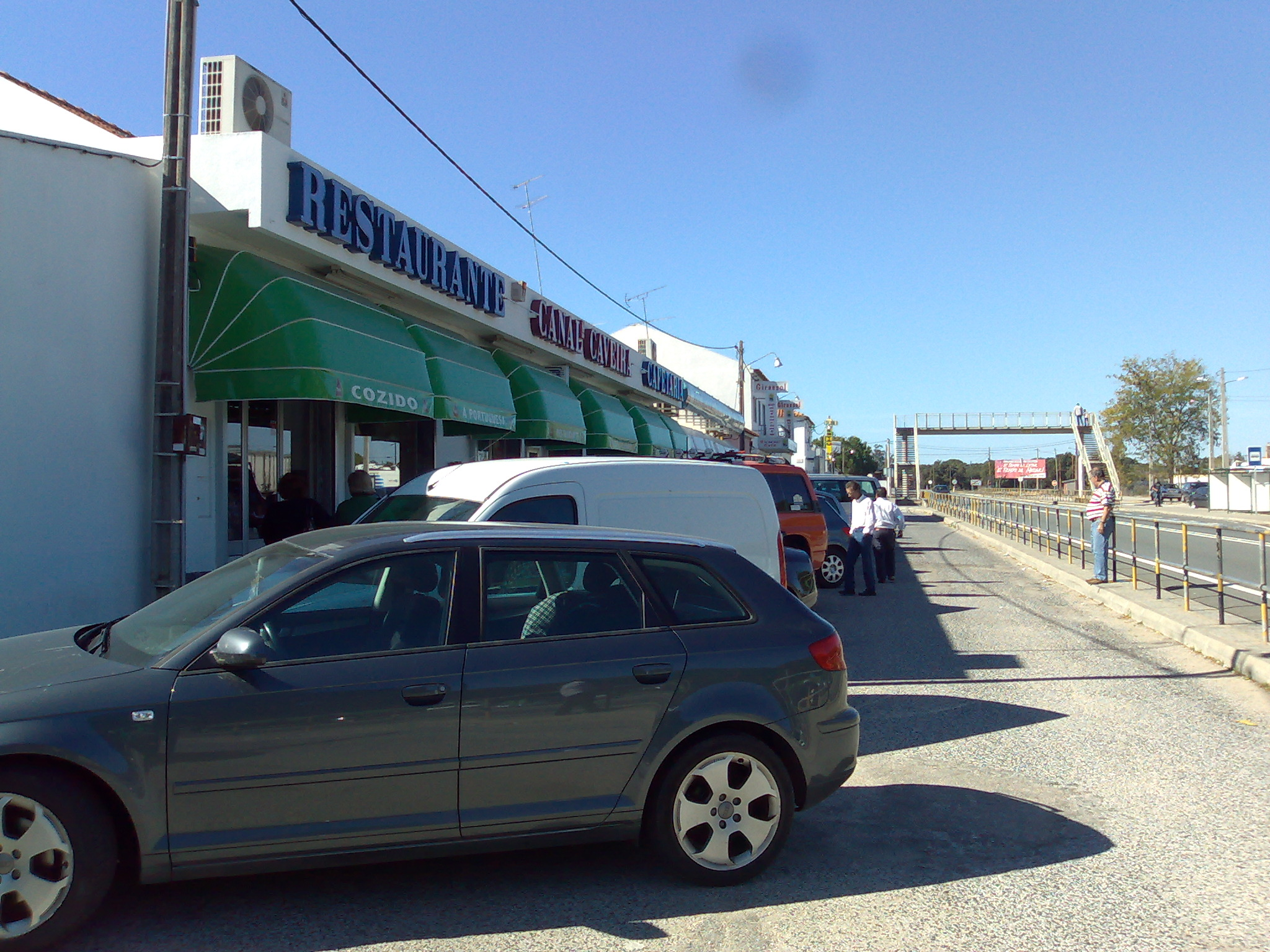
Restaurantes no Canal Caveira

Canal Caveira é uma localidade situada na atual freguesia de Grândola e Santa Margarida da Serra, no município de Grândola, na região do Alentejo, em Portugal.
Situa-se junto à estrada EN259-IC1, que liga Grândola ao Algarve. Dado o elevado tráfego naquela estrada antes da construção da autoestrada A2, que liga Lisboa ao Algarve, a indústria da restauração atingiu um desenvolvimento elevado no Canal Caveira, em particular na tradição da preparação do cozido à portuguesa, apresentando atualmente diversos restaurantes à beira da estrada onde é possível apreciar esta iguaria.
Com o surgimento de uma exploração mineira de pirites e de outros minérios em 1863, o Canal Caveira apresentou, na altura, um significativo desenvolvimento económico, que, a par com a exploração mineira de Lousal, viria a contribuir para o desenvolvimento económico do concelho.

Muitos séculos antes, já os romanos tinham explorado os minérios da região, tendo deixado vestígios dessa atividade mineira, tais como escórias. A descoberta desses vestígios em 1854 viria a dar origem à exploração mais sistemática posterior. A exploração cessou na década de 1960, mas existem estudos para dar início a novas prospeções na atualidade.
Pertencendo aneriormente à freguesia de Grândola, Canal Caveira dispõe de um de centro comunitário que é da tutela da Câmara Municipal de Grândola e usado para atividades culturais.
Dispõe de uma estação ferroviária, integrada na linha do Sul.

## Galeria

Em redor de Canal Caveira
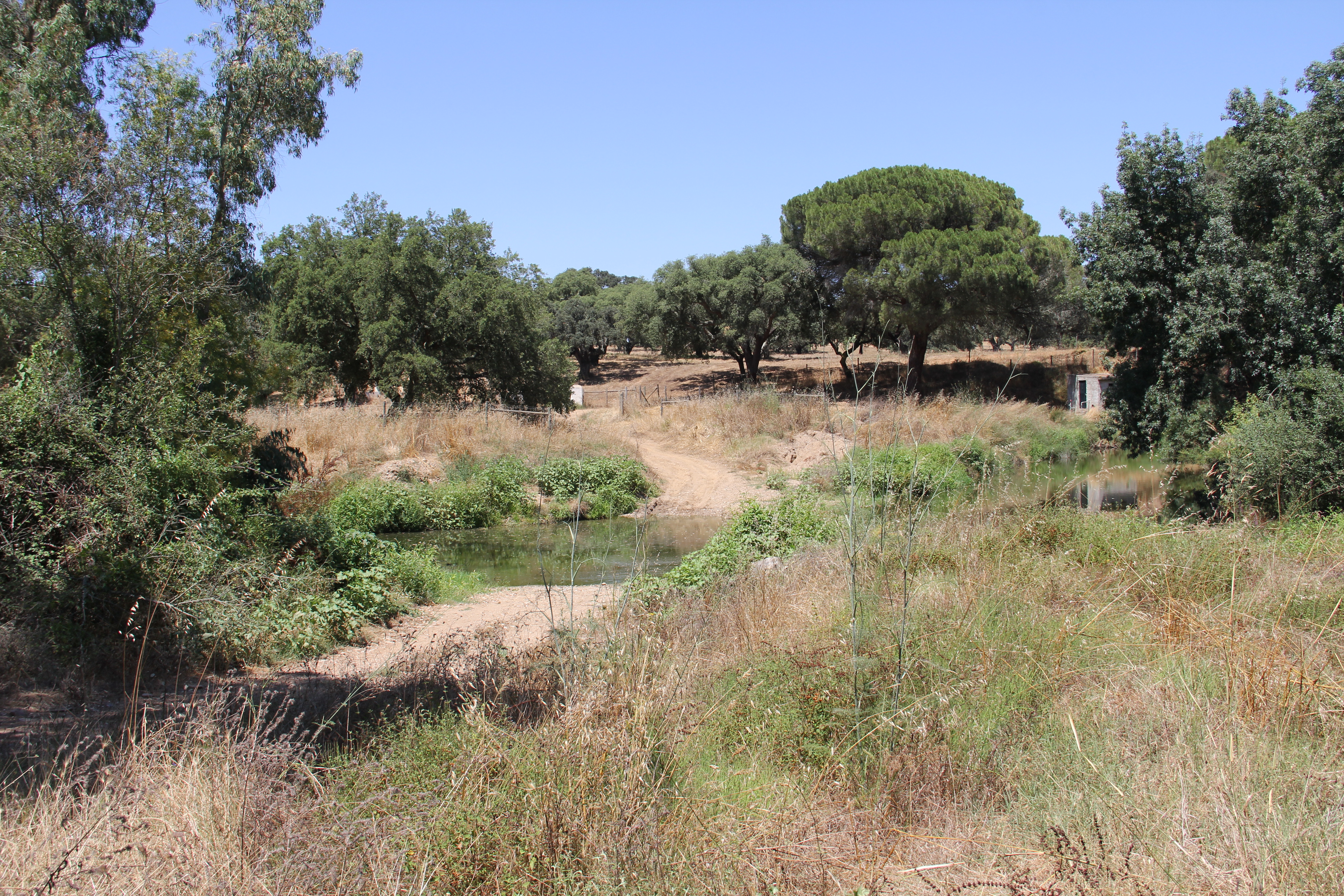
Ribeira de Grândola
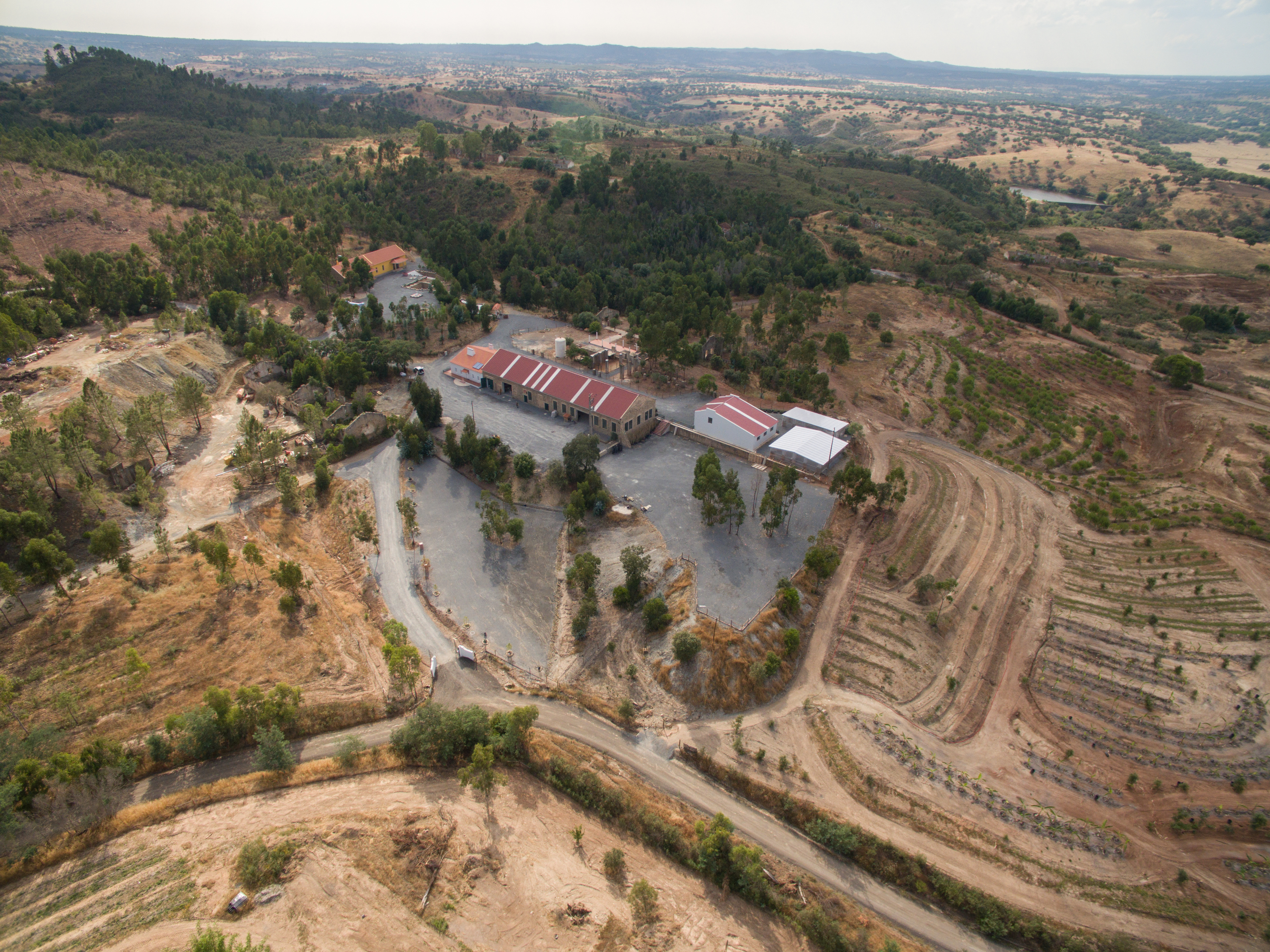
Lugar Minas da Caveira - Vista aérea
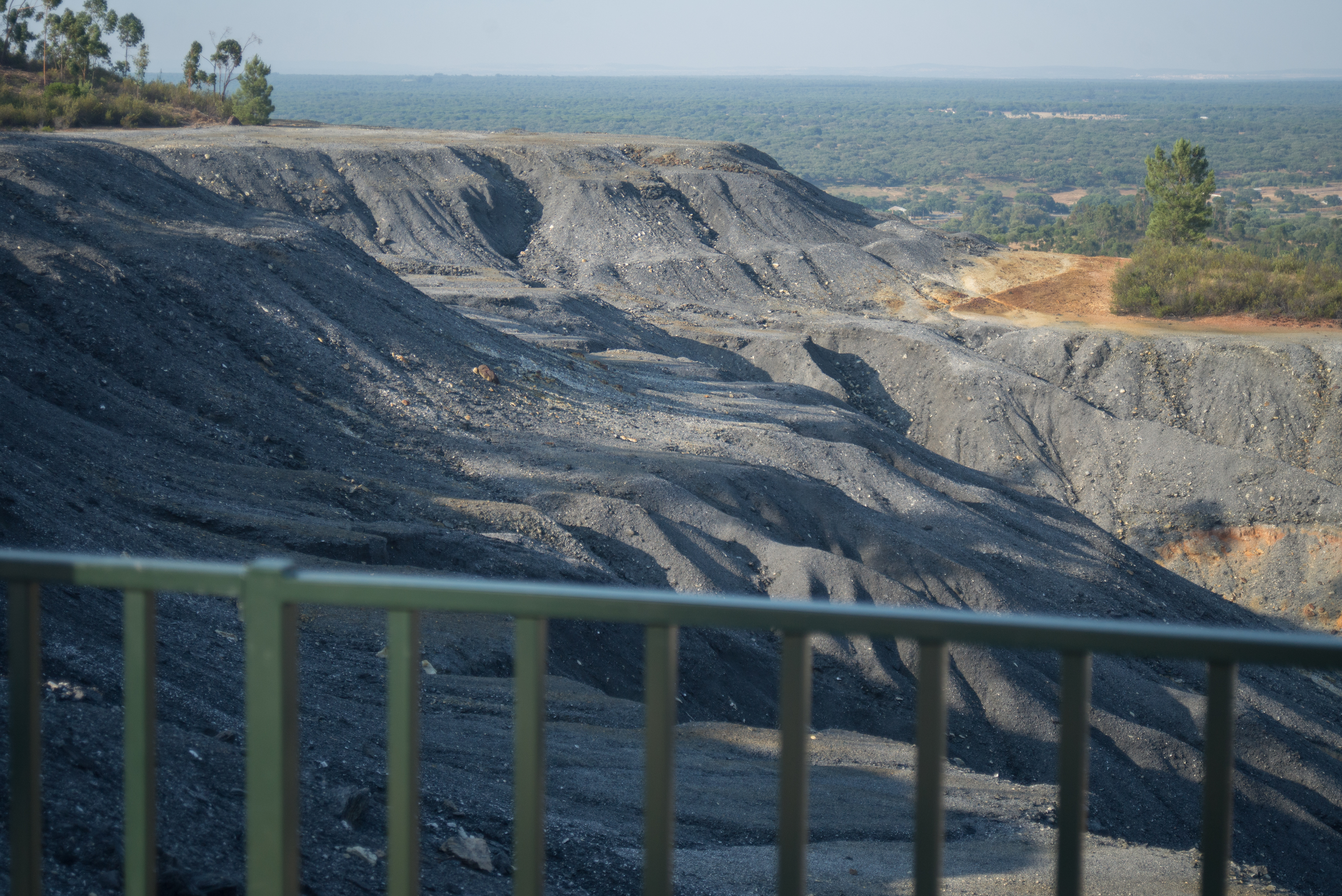
Escombreira das Minas da Caveira
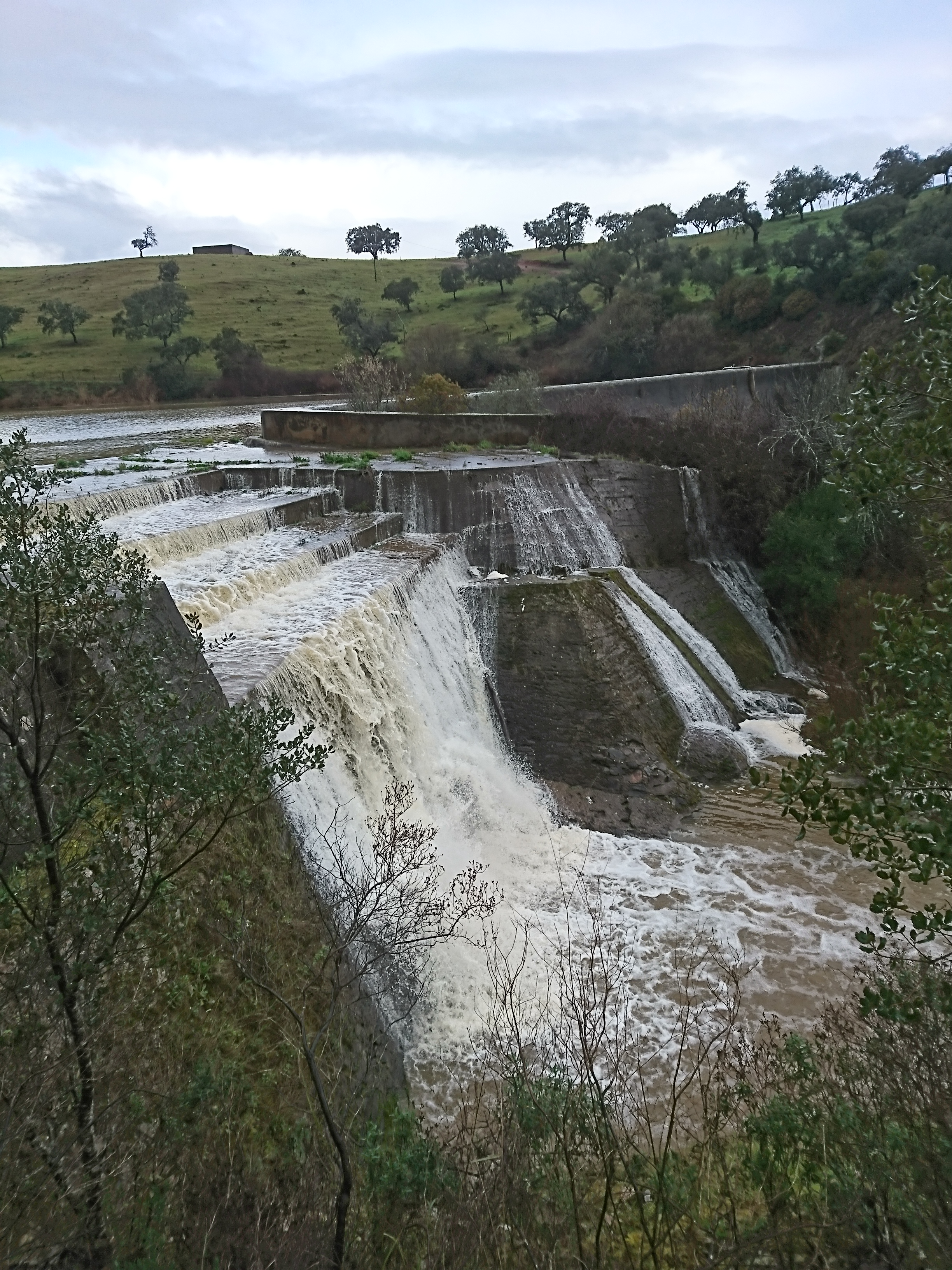
Barragem de Pêro Cuco